# Kaap Gelidonya-schip
Het Kaap Gelidonya-schip is een scheepswrak uit de late Bronstijd dat voor de kust van Kaap Gelidonya aan de zuidwestkust van Turkije zonk.
Het scheepswrak werd ontdekt door de Turkse duiker Mustafa Kapkin en de Amerikaanse fotojournalist/onderwaterarcheoloog Peter Throckmorton in 1959. Onderzoek naar het wrak, indertijd het oudst bekende schip, gebeurde door Honor Frost en George Bass. Het was de eerste onderwateropgraving was die op een gedetailleerde, wetenschappelijke wijze werd uitgevoerd.
Het schip dateert van omstreeks 1200 v.C. Het was vermoedelijk een klein vrachtschip dat van haven naar haven voer en onderweg was naar de Egeïsche Zee. Over de herkomst van het schip bestaat discussie. Aanvankelijk werd het aanzien als een Myceens schip maar Frost poneerde dat het afkomstig was uit Fenicië of Kanaän. Bass concludeerde aan de hand na nieuwe opgravingen en de analyses van het stenen anker en gevonden aardewerk dat het schip afkomstig was uit Cyprus.